# Collegio elettorale di Castrovillari (Senato della Repubblica)
Il collegio di Castrovillari fu un collegio elettorale uninominale della Repubblica Italiana per l'elezione del Senato della Repubblica. Apparteneva alla circoscrizione Calabria e fu utilizzato per eleggere un senatore nella XII, XIII e XIV legislatura.
Venne istituito nel 1993 con la cosiddetta Legge Mattarella (Legge n. 276, Norme per l'elezione del Senato della Repubblica), attuata in seguito al referendum abrogativo del 1993. La legge istituì per la Camera dei deputati e per il Senato della Repubblica un sistema di elezione misto, in parte maggioritario e in parte proporzionale. Il 75% dei parlamentari dell'assemblea veniva eletto in collegi uninominali tramite sistema maggioritario a turno unico; il restante 25% al Senato veniva eletto tramite recupero proporzionale dei più votati non eletti attraverso un meccanismo di calcolo denominato "scorporo", cioè sottraendo dal conteggio dei voti totali di una lista nella parte proporzionale i voti ottenuti dai candidati collegati alla medesima lista che erano eletti nei collegi uninominali con il sistema maggioritario.
Il collegio venne abolito insieme a tutti gli altri che costituivano il Senato con la promulgazione della legge elettorale successiva, la cosiddetta Legge Calderoli. Questa prevedeva un sistema proporzionale con premio di maggioranza, che al Senato veniva attribuito a livello regionale.

## Territorio
Il collegio di Castrovillari era uno degli 8 collegi uninominali in cui era suddivisa la Calabria e, come previsto dal D.Lgs. del 20 dicembre 1993 n. 535, era interamente compreso nella provincia di Cosenza e comprendeva i seguenti comuni: Acquaformosa, Acquappesa, Aieta, Altomonte, Amantea, Belmonte Calabro, Belvedere Marittimo, Bisignano, Bonifati, Buonvicino, Castrovillari, Cervicati, Cerzeto, Cetraro, Civita, Cleto, Diamante, Fagnano Castello, Falconara Albanese, Firmo, Fiumefreddo Bruzio, Frascineto, Grisolia, Guardia Piemontese, Laino Borgo, Laino Castello, Lattarico, Longobardi, Lungro, Maierà, Malvito, Mongrassano, Morano Calabro, Mormanno, Mottafollone, Orsomarso, Paola, Papasidero, Praia a Mare, Roggiano Gravina, Rota Greca, San Basile, San Benedetto Ullano, San Donato di Ninea, San Lucido, San Marco Argentano, San Martino di Finita, San Nicola Arcella, San Pietro in Amantea, San Sosti, Sangineto, Sant'Agata di Esaro, Santa Caterina Albanese, Santa Domenica Talao, Santa Maria del Cedro, Saracena, Scalea, Serra d'Aiello, Tarsia, Torano Castello, Tortora e Verbicaro. 

## Eletti
| Elezione | Elezione | Senatore               | Partito                   |
| -------- | -------- | ---------------------- | ------------------------- |
|          | 1994     | Antonella Bruno Ganeri | Progressisti (PDS)        |
|          | 1996     | Giuseppe Camo          | Polo per le Libertà (CDU) |
|          | 1998     | Giuseppe Camo          | L'Ulivo (UDR/I Dem)       |
|          | 2001     | Gino Trematerra        | Casa delle Libertà        |

## Dati elettorali

### XII legislatura
|                               | Antonella Bruno Ganeri ✔️ Eletta | Progressisti                          | 43 726  | 38,31 |  |  |  |  |  |
|                               | Graziella Duca Arcuri            | Polo del Buon Governo                 | 33 985  | 29,78 |  |  |  |  |  |
|                               | Giuseppe Camo                    | Patto per l'Italia                    | 29 575  | 25,91 |  |  |  |  |  |
|                               | Savino Crudo                     | Movimento Federalista Calabria Libera | 6 839   | 5,99  |  |  |  |  |  |
| Totale                        | Totale                           | Totale                                | 114 125 | 100   |  |  |  |  |  |
|                               |                                  |                                       |         |       |  |  |  |  |  |
| Voti non validi               | Voti non validi                  | Voti non validi                       | 24 336  | 17,58 |  |  |  |  |  |
| Votanti                       | Votanti                          | Votanti                               | 138 461 | 73,46 |  |  |  |  |  |
| Elettori                      | Elettori                         | Elettori                              | 188 493 |       |  |  |  |  |  |
|                               |                                  |                                       |         |       |  |  |  |  |  |
| Data: 27-28 marzo 1994        |                                  |                                       |         |       |  |  |  |  |  |
| Fonte: Ministero dell'interno |                                  |                                       |         |       |  |  |  |  |  |

### XIII legislatura
|                               | Giuseppe Camo ✔️ Eletto          | Polo per le Libertà                | 52 315  | 45,81 |  |  |  |  |  |
|                               | Antonella Bruno Ganeri ✔️ Eletta | L'Ulivo                            | 51 812  | 45,37 |  |  |  |  |  |
|                               | Leonardo Grieco                  | Movimento Sociale Fiamma Tricolore | 6 944   | 6,08  |  |  |  |  |  |
|                               | Sergio Di Buono                  | Socialista                         | 3 124   | 2,74  |  |  |  |  |  |
| Totale                        | Totale                           | Totale                             | 114 195 | 100   |  |  |  |  |  |
|                               |                                  |                                    |         |       |  |  |  |  |  |
| Voti non validi               | Voti non validi                  | Voti non validi                    | 18 802  | 14,14 |  |  |  |  |  |
| Votanti                       | Votanti                          | Votanti                            | 132 997 | 68,64 |  |  |  |  |  |
| Elettori                      | Elettori                         | Elettori                           | 193 766 |       |  |  |  |  |  |
|                               |                                  |                                    |         |       |  |  |  |  |  |
| Data: 21 aprile 1996          |                                  |                                    |         |       |  |  |  |  |  |
| Fonte: Ministero dell'interno |                                  |                                    |         |       |  |  |  |  |  |

### XIV legislatura
|                               | Gino Trematerra ✔️ Eletto | Casa delle Libertà                   | 49 496  | 40,26 |  |  |  |  |  |
|                               | Nicodemo Oliverio         | L'Ulivo                              | 41 855  | 34,05 |  |  |  |  |  |
|                               | Pasqualino Perfetti       | Democrazia Europea                   | 7 120   | 5,79  |  |  |  |  |  |
|                               | Gianpaolo Chiappetta      | Forza Chiappetta                     | 6 932   | 5,64  |  |  |  |  |  |
|                               | Gennaro Cortese           | Partito della Rifondazione Comunista | 6 810   | 5,54  |  |  |  |  |  |
|                               | Pasquale Fortunato        | Lista Di Pietro                      | 5 727   | 4,66  |  |  |  |  |  |
|                               | Carlo Caravaggi Mazzonna  | Fiamma Tricolore                     | 2 548   | 2,07  |  |  |  |  |  |
|                               | Antonio Lento             | Lista Pannella-Bonino                | 1 714   | 1,39  |  |  |  |  |  |
|                               | Maria Carmela Turano      | Libdem. Basta                        | 727     | 0,59  |  |  |  |  |  |
| Totale                        | Totale                    | Totale                               | 122 929 | 100   |  |  |  |  |  |
|                               |                           |                                      |         |       |  |  |  |  |  |
| Voti non validi               | Voti non validi           | Voti non validi                      | 17 786  | 12,64 |  |  |  |  |  |
| Votanti                       | Votanti                   | Votanti                              | 140 715 | 71,04 |  |  |  |  |  |
| Elettori                      | Elettori                  | Elettori                             | 198 068 |       |  |  |  |  |  |
|                               |                           |                                      |         |       |  |  |  |  |  |
| Data: 13 maggio 2001          |                           |                                      |         |       |  |  |  |  |  |
| Fonte: Ministero dell'interno |                           |                                      |         |       |  |  |  |  |  |